# Mezmerize
| Críticas profissionais | Críticas profissionais |
| Pontuações agregadas   | Pontuações agregadas   |
| Fonte                  | Avaliação              |
| ---------------------- | ---------------------- |
| Metacritic             | 85/100                 |
| Avaliações da crítica  |                        |
| Fonte                  | Avaliação              |
| allmusic               | link                   |
| Entertainment Weekly   | A- link                |
| Kerrang!               | 5 de 5 estrelas.       |
| Pitchfork Media        | 7.1/10 link            |
| PopMatters             | link                   |
| Rolling Stone          | link                   |
| Stylus Magazine        | B- link                |

Mezmerize é o quarto álbum de estúdio da banda armênia-estadunidense System of a Down. É a primeira parte do álbum duplo Mezmerize/Hypnotize. Foi lançado em 17 de Maio de 2005, seis meses antes de Hypnotize, pela American Recordings. O álbum já vendeu mais de 10 milhões de cópia no mundo inteiro desde seu lançamento.
Mezmerize estreou em #1 lugar em pelo menos 12 países, incluindo o US Billboard 200, com 453.000 cópias, e recebeu o certificado de um disco de platina pela RIAA. Foi escolhido pela Amazon.com. O hit "B.Y.O.B." ganhou o Grammy Award de 2006 por Melhor Performance de Hard rock.

## Lista de faixas
| N.º | Título                                             | Letras                 | Música            | Duração |  |
| 1.  | "Soldier Side - Intro"                             | Daron Malakian         | Malakian          | 1:03    |  |
| 2.  | "B.Y.O.B."                                         | Malakian, Serj Tankian | Malakian, Tankian | 4:15    |  |
| 3.  | "Revenga"                                          | Malakian, Tankian      | Malakian, Tankian | 3:48    |  |
| 4.  | "Cigaro"                                           | Malakian, Tankian      | Malakian, Tankian | 2:11    |  |
| 5.  | "Radio/Video"                                      | Malakian               | Malakian, Tankian | 4:09    |  |
| 6.  | "This Cocaine Makes Me Feel Like I'm on This Song" | Malakian, Tankian      | Tankian           | 2:08    |  |
| 7.  | "Violent Pornography"                              | Malakian               | Malakian, Tankian | 3:31    |  |
| 8.  | "Question!"                                        | Tankian                | Malakian, Tankian | 3:20    |  |
| 9.  | "Sad Statue"                                       | Malakian, Tankian      | Malakian, Tankian | 3:25    |  |
| 10. | "Old School Hollywood"                             | Malakian               | Tankian           | 2:56    |  |
| 11. | "Lost in Hollywood"                                | Malakian, Tankian      | Malakian, Tankian | 5:20    |  |

## Créditos
System of a Down
- Serj Tankian - vocais, teclado, guitarra
- Daron Malakian -  guitarra, vocais
- Shavo Odadjian - baixo
- John Dolmayan - bateria

Ficha técnica
- Produzido por Rick Rubin e Daron Malakian
- Mixado por Andy Wallace
- Engenharia de Som por David Schiffman
- Editado Jason Lader e Dana Neilsen
- Engenheiro: Phillip Broussard
- Toda a arte por Vartan Malakian
- Design: System of a Down e Brandy Flower
- Arranjos de Corda: Serj Tankian and Mark Mann
- Representação Mundial: Velvet Hammer Music and Management Group
- Engenheiro de Mixagem: John O'Mahony
- Assistente de mixagem: Steve Sisco (Soundtrack) & Joe Peluso (Enterprise)
- Coordenador de produção: Lindsay Chase/Braden Asher
- Local das gravações: The Mansion in Laurel Canyon, Los Angeles, CA and Akademie Mathematique of Philisophical Sound Research, Los Angeles, CA rua a47 Num. 47
- Mixado na Soundtrack Studios, New York, NY e Enterprise Studios, Los Angeles, CA
- Masterizado por Vlado Meller no Sony Music Studios, New York, NY

## Posições nas listas de vendas
| Ano  | Parada musical               | Posição |
| ---- | ---------------------------- | ------- |
| 2005 | Billboard 200                | 1       |
| 2005 | UK Albums Chart              | 2       |
| 2005 | Australian ARIA Top 50       | 1       |
| 2005 | Canadian Albums Chart        | 1       |
| 2005 | Finnish Albums Chart         | 2       |
| 2005 | Norwegian VG-lista           | 2       |
| 2005 | New Zealand Top Albums Chart | 1       |
| 2005 | Polish Albums Chart          | 5       |